# V795 Centauri
V795 Centauri (HD 124367) é uma estrela na constelação de Centaurus. Com uma magnitude aparente visual de 5,07, pode ser vista a olho nu em locais sem muita poluição luminosa. Medições de paralaxe do satélite Gaia mostraram que está a aproximadamente 429 anos-luz (131 parsecs) da Terra. A essa distância, sua magnitude é diminuída em 0,41 devido à extinção causada por gás e poeira no meio interestelar. É um membro do subgrupo Centaurus Superior-Lupus da associação Scorpius–Centaurus, a associação OB mais próxima do Sol.
Esta é uma estrela de classe B da sequência principal com um tipo espectral de B4Vne, com a notação 'e' indicando que é uma estrela Be, cercada por um disco circunstelar formado por material ejetado da estrela, que gera linhas de emissão no seu espectro. O disco também é responsável pelo excesso de radiação infravermelha observado no espectro da estrela. Com uma idade estimada de 30 milhões de anos, é calculado que V795 Centauri já tenha passado por 36% de seu tempo de sequência principal. Não possui estrelas companheiras físicas conhecidas. Já foram catalogadas três companheiras visuais.
Como é típico entre estrelas Be, V795 Centauri está girando rapidamente, com uma velocidade de rotação projetada de 270 km/s, dando à estrela um achatamento estimado de 12%. A rotação rápida dá a seu espectro linhas de absorção largas e nebulosas, conforme indicado pela notação 'n' no tipo espectral. A estrela é também levemente variável, de nenhum tipo específico, com uma magnitude aparente variando entre 4,98 e 5,04 (magnitude Hp), o que provavelmente está relacionado com o fenomêno Be.